# Mayville (New York)
Mayville település az USA New York államában, Chautauqua megyében, melynek megyeszékhelye is. Lakosainak száma 1442 fő (2020. április 1.).

## Népesség
A település népességének változása:

| 2010 | 1 711 |
| 2020 | 1 442 |